# Teddy Hill
Teddy Hill (Birmingham, 1909. december 7. – Cleveland, 1978. május 19.) amerikai dzsesszzenész: szaxofonos, zenekarvezető.

## Pályafutása
Teddy Hill, amerikai big band vezető karmester – a harlemi Minton's Playhouse dzsesszklub menedzsere volt. Különféle hangszereken játszott, többek között dobon, klarinéton, szoprán- és tenorszaxofonon.
New Yorkban a Whitman Sisters, George Howe és Luis Russell zenekarával lépett fel az 1920-as években, majd 1934-ben megalapította saját zenekarát, amely az NBC rádióhálózaton keresztül talált állandó munkát. Több éven keresztül olyan jelentős fiatal zenészek szerepeltek nála, mint Roy Eldridge, Bill Coleman, Frankie Newton és Dizzy Gillespie.
Zenekara rendszeresen játszott a Savoy Ballroomban.
1937 nyarán Angliában és Franciaországban turnézott. 1940-ben kezdte irányítani a Minton's Playhouse-t, amely a bebop stílus központjává vált olyan jelentős zenészekkel, mint Thelonious Monk és Kenny Clarke.
1937-ben szerződött a Bluebird Recordsszal, és 18 dalt rögzített velük. Hill 1969-ben kiszállt a Minton's-ból s a Baron's Lounge menedzsere lett.

## Albumok
- Dance with His NBC Orchestra, EPM, 1992
- Uptown Rhapsody, Hep Records, 1995
- 1935-1937, Classics, 1996

## Fordítás
Ez a szócikk részben vagy egészben  a   Teddy Hill című angol Wikipédia-szócikk ezen változatának fordításán alapul.  Az eredeti cikk szerkesztőit annak laptörténete sorolja fel. Ez a jelzés csupán a megfogalmazás eredetét és a szerzői jogokat jelzi, nem szolgál a cikkben szereplő információk forrásmegjelöléseként.